# Sockertoppen, Åre kommun
Sockertoppen (Gihperegaejsie) är ett fjäll i området Skäckerfjällen. Fjället är 1 202 meter över havet. och ligger inom Skäckerfjällens naturreservat.